# 大學圈
大學圈 (University Circle) 是美國俄亥俄州克利夫蘭東側附近的一個地區。大學圈是由一些教育，醫療和文化機構共同形成的，為美國最密集的文化景點和表演藝術場所之一，其中包括克利夫蘭藝術博物館；克里夫蘭管弦樂團演奏廳（Severance Hall)；凱斯西儲大學；克里夫蘭音樂學院；克里夫蘭藝術學院；克里夫蘭當代藝術博物館；克里夫蘭植物園；克利夫蘭自然歷史博物館；和大學醫院/克利夫蘭醫學中心等世界一流的機構。該地區也被當地人稱為“ The Circle”。大學圈佔地約550英畝（220公頃），北部與格倫維爾（Glenville）社區接壤，南部與七葉樹（Buckeye-Shaker）社區接壤，西部和西南部與霍夫（Hough）和費爾法克斯（Fairfax）（也稱為中城區）相鄰。東至克利夫蘭東部和克利夫蘭高地城市。大學圈是全球文化區網絡的成員。
大學圈的人口雖然排在克利夫蘭36個計劃區的低端，但在城市經濟部門的重要性上卻排在首位。地方企業和機構在該市為各領域提供了30,000多個工作崗位，自2005年以來，平均每年新增1,000個工作崗位。附近的景點每年吸引大約250萬遊客。顧名思義，高等教育是大學圈文化的重要組成部分，有超過13,000名大學生，研究生和專業學生就讀於該地區的各個學校機構。 University Circle Inc.是一家非營利性公司，成立於1957年，是附近的商會，為該地區提供許多行政和準政府職能，包括安全，運輸管理和市場營銷。大學圈設有自己的全方位警察部門，以提供安全保護並在該地區巡邏。
1. ↑  .   [2020-07-16]. （原始内容存档于2013-07-24）.